# Xylocopa apicalis
Xylocopa apicalis là một loài Hymenoptera trong họ Apidae. Loài này được Smith mô tả khoa học năm 1854.